# Wrench (personaggio)
Wrench, il cui vero nome è Leonard Hebb, è un personaggio che vive nell'Universo Marvel. È un membro del Team America (Thunderiders), ed è apparso per la prima volta in Team America 2 (luglio 1982) in una storia di Bill Mantlo e Mike Vosburg.
Il personaggio è apparso in seguito su Team America 3-12 (agosto 1982-maggio 1983), The New Mutants 5-6 (luglio-agosto 1983) e 8 (ottobre 1983), e The Thing 27 (settembre 1985).
Leonard Hebb era nato a Willow Grove, in Florida, ed era un meccanico, un designer e a volte un motociclista. Assieme a Cowboy si unì alla squadra professionista di motociclisti nota come Team America, che cambiò in seguito nome in Thunderiders. In seguito si sposò anche con Georgianna Castleberry.
Hebb scoprì di essere un mutante, in grado di creare un legame mentale con gli altri membri dei Thunderiders. Insieme i cinque sono capaci di proiettare in un unico individuo le loro capacità fisiche, la loro forza e la loro conoscenza senza perdere le loro abilità.